# Frontera entre el Txad i el Camerun
La frontera entre el Txad i el Camerun és la línia fronterera en sentit nord-sud que separa el nord-est del Camerun del sud-est del Txad a l'Àfrica central. Té 1.094 km de longitud.

## Traçat
El seu extrem nord entra dins del llac Txad on fa de trifini entre ambdós estats i Nigèria. Cap al sud segueix el curs del riu Logone prr uns 400 km. Segueix després cap a l'oest quasi al llarg del Paral·lel 10° nord vora 200 km, arribant al seu tret final al sud-est al trifini entre ambdós estats amb la República Centreafricana.
Passa junt a la capital del Txad, N'Djamena, i per Bongor al mateix país. Separa les regions de l'Extrem Nord e Nord del Camerun i de les províncies de Lac, Hadjer-Lamis, N'Djamena, Mayo-Kebbi Est, Mayo-Kebbi Ouest i Logone Oriental del Txad.
Aquesta frontera data de 1884, quan l'Imperi Alemany hi va establir un protectorat, o quan el Txad passà a ser una colònia francesa pel Tractat de París de 1900. Amb el final de la Primera Guerra Mundial en 1918 el Camerun fou repartit entre França (est) i Regne Unit (oest). La independència d'ambdues nacions es va produir en 1960.